# Андріанампуанімерина
Андріанампуанімерина (Andrianampoinimerina — Andriana-am-т-Imerina — Андріана-в-серці-Імерини; близько 1745 р., Мадагаскар — 1810 р., Антананаріву, Імерина) — король мадагаскарського народу мерина, перший правитель об'єднаного королівства Імерини, батько Радами I Великого, який об'єднав Мадагаскар в єдину державу.

## Ранні роки
Андріанампуанімерина народився приблизно в 1745 році на території царства Імерина на острові Мадагаскар. Він був третьою дитиною в сім'ї. Його батько, Андріаміараманджака, мав дворянське походження і був нащадком Андріацимітовіамінандріани, одного з чотирьох синів царя Андріамасінавалуни. Мати Андріанампуанімеріни, Ранавалунандріамбеломазіна, також походила з знаті і була сестрою Андріанджафі, короля північної Імерини. При народженні він отримав ім'я Рамбуасалама, що дослівно перекладалося як «Здоровий, наче собака». Малагасійці вірили в те, що подібні імена сприяють захисту дитини від злих духів.
Принц Рамбуасалама провів своє дитинство і отримав освіту в Ікалоє, на той момент — столиці царства Імерина. Він вивчав космологію, астрономію і міфологію, зокрема, малагасійську; отримав знання в області медицини, військової справи, стратегії, економіки і музики. По досягненню 12 років Рамбуасалама перейшов на новий щабель навчання, продовживши вивчення стратегії і економіки в Амбогіманзі.

## Прихід до влади
Рамбуасалама зійшов на королівський трон у 1787 році, коли йому було вже за сорок, змінивши свого батька Андріамараманджаку. Паралельно з цим йому вдалося здійснити повстання проти свого дядька, який правив на півночі Мадагаскару Андріанджафи. Коли Андріанджафі втік з країни, Рамбуасалама взяв його царююче ім'я — Андріанампуанімерина, що означало «Андріана (початок імені у малагасійська дворян) — ам (у) — пуан (серце) — Імерина». Дослівно: Правитель в серці Імерини.
Покинувши свої володіння, Андріанджафі тим не менш продовжував вести боротьбу з новим королем, закріпившись у південній частині острова, в Ілафі. Затяжний конфлікт між ними закінчився лише в 1790 році, коли колишній правитель помер (можливо, був убитий).

## Об'єднання земель
У 1792 році Андріанампуанімерина переміг Андріанамбоацимарофі й завоював місто Антананаріву, куди переніс свою столицю. Після цього почалося об'єднання всіх малагасійських народів і племен навколо Антананаріву в єдину державу. Здебільшого акти приєднання нових територій були безкровні, що багато в чому пояснювалося дипломатичністю і проникливістю нового правителя. У деяких випадках для досягнення своєї мети Андріанампуанімерина вступав у політичні шлюби (народ мерина в той час був полігамним), в крайньому випадку, коли іншого виходу не було, використовував військову силу.
Розширення меж Імерини дозволило Андріанампуанімерині припинити виплату данини королівству Сакалава, що знаходилось в західній частині острова Мадагаскар, і покінчити з кількома малагасійськими кланами, які виступали проти правління Андріанампуанімерини.

## Політика і сім'я
У своїй громадській діяльності Андріанампуанімерина реформував мадагаскарське суспільство, прийнявши цивільний і кримінальний, земельний і фінансовий кодекси. Відповідно до земельного кодексу були перерозподілені всі землі в державі. Були введені податки. Король також сприяв розвитку народного господарства: заохочував будівництво гребель і каналів, ввів податки та мита і стандартизував одиниці вимірювання, створив офіційні ринки. Андріанампуанімериною була створена і перша в історії Мадагаскару регулярна армія — Фолоаліндахи («Сто тисяч солдат»). Але, незважаючи на це, в державі мала місце і опозиція, в яку входили не тільки дворяни, але й члени сім'ї Андріанампуанімерини, а саме, родичі його матері і її брата поваленого царя Андріанджафи.
З трьох синів Андріанампуанімерини пережив його лише майбутній король Радама I. Обидва інших сина, Рамаволахі і Рекотовехіні, були вбиті, причому останній за наказом свого батька за змову проти нього в 1808 році.
Андріанампуанімерина заявляв про своє прагнення завоювати весь Мадагаскар, але йому так і не вдалося підкорити народи, які мешкали на узбережжі. Його бажання виконав син Радама I, який урешті-решт об'єднав увесь острів під своєю короною і відкрив Мадагаскар для впливу Європи.

## Джерело
- The Journal of African History 29 (2): 191—211 (англ.)